# Johann Most
Johann Joseph »Hans« Most, krajše Johann Most, nemško-ameriški politik in urednik, * 5. februar 1846, Augsburg, Bavarska, Nemčija, † 17. marec, 1896, Cincinnati, Ohio, Združene države Amerike. 
Znan je bil kot socialno-demokratski in kasneje tudi anarhistični politik, časopisni urednik in govornik. Zaslužen je za popularizacijo koncepta "propaganda dejanja".

## Življenje

### Zgodnja leta
Po besedah biografa Frederica Trautnanna, se je Most rodil zunaj zakonske zveze guvernerki in referentu. Johannova mama je umrla, ko je bil ta še otrok. Most je bil zato kasneje podvržen fizični zlorabi njegove mačehe in učiteljice, njegov odpor do vere pa je bila le še posledica številnih konfliktov in nesporazumov v šoli. Do konca svojega življenja je bil in veljal za osebo, ki o Svetem Pismu ve več, kot mnogi drugi duhovniki. Kot majhnemu otroku se mu je na levi strani obraza razvila ozeblina. Nekaj let kasneje se mu je okužba razširila, česar takratna medicina še ni znala pozdraviti. Njegovo zdravstveno stanje se je slabšalo, bolezen pa je bila diagnosticirana kot rak, ki je že dosegel termalno fazo. Pri dvanajstih letih je Most organiziral stavko proti učitelju, ki ga še posebej ni maral. Stavke so se poleg njega, udeležili različni učenci, kar je pripeljalo do njegove izključitve iz šole. S tem se je tudi končalo kratko obdobje Mostove formalne izobrazbe. Ker so ga iz šole izključili, je bil Most primoran začeti opravljati fizična dela že v njegovih mladostnih letih. Most je bil vajenec pri knjigovezu, za katerega je moral od zore do večera vezati knjige. Kasneje je svoje delo, ki ga je opravljal pri njem, primerjal tudi s suženjstvom. Ko je dopolnil sedemnajst let, je tudi sam postal knjigovez. Trgoval je od mesta do mesta, delal pa je v petdesetih različnih mestih in šestih različnih državah, v obdobju med letoma 1863 in 1868. Na Dunaju je bil zaradi stavke odpuščen in zapisan na črni seznam.

### Politična kariera
Ko se je bližalo leto 1860, ga je prevzela ideja o internacionalnem socializmu, kar je bilo nastajajoče politično gibanje v Nemčiji in Avstriji. Most je v doktrinah Karla Marxa in Ferdinanda Lassalleja videl načrt za novo egalitarno družbo ter je postal velik podpornik marksizma. Postal je urednik socialističnih časopisov v Chemnitzu in na Dunaju, kjer je oba zatirala oblast. Bil je posvečen zagovornik revolucionarnega socializma, širil je vidike Wilhelma Liebknechta iz njegovega govora leta 1869. »Socializem ne mora biti dojet v trenutnem stanju. Socializem mora spreobrniti trenutno stanje.« Leta 1873 je Most napisal povzetek dela Karla Marxa, Kapital. Na Liebknechtovo prošnjo, sta Marx in Friederich Engels naredila nekaj popravkov za drugo izdajo leta 1876, čeprav sta se oba strinjala, da brošura ni zadovoljivo prikazala Marxovega dela. Na Nemških volitvah leta 1874 je bil Most izvoljen kot namestnik Socialistične demokratske delavske stranke v Reichtagu, kjer je služil do leta 1878. Večkrat je bil aretiran za njegove napade na domoljubne, konvencionalne religije in etike ter zaradi pesmi in pridig, ki jih lahko najdemo v knjigi Proletarier-Liederbuch. Nekatere njegove izkušnje iz zapora so opisane v delu: Die Bastille am Plötzensee: Blätter aus meinem Gefängniss-Tagebuch, napisano leta 1876. Po tem, ko je zagovarjal nasilno ukrepanje z uporabljanjem eksplozivov kot mehanizem za začetek revolucije, je bil Most prisiljen v izgnanstvo s strani vlade. Odšel je v Francijo, vendar je bil prisiljen, da odide do konca leta 1878, nato se je ustalil v Londonu. Tam je izdal svoj časopis Freiheit (Svoboda). Prvo izdajo je objavil 4.1.1879. Zaradi svojih lastnih izkušenj o nesmiselnih parlamentarnih dejanjih, je začel odkrivati doktrino anarhizma, zaradi česar je bil izključen iz Nemške Socialne Demokratske stranke leta 1880. Junija 1881 je Most izrazil svoj užitek nad atentatom Alexandra II. Ruskega v časopisu Freiheit ter zagovarjal posnemanje atentata, za kar ga je Britanska oblast zaprla za eno leto in pol.

### Življenje v ZDA
Johann Most se je po vrnitvi iz zapora leta 1882 odselil v ZDA. Novo okolje ga je vznemirilo, saj se med nemškimi emigranti ni počutil prav nič domače. Med njegovimi sodelavci je bil tudi August Spies, eden izmed anarhistov, ki so ga obesili po krivici. Obtožen je bil bombandiranja trga Haymarket. V pisalni mizi Spiesa so leta 1884 našli pismo, ki je bilo namenjeno Mostu, v katerem mu je obljubil pošiljko zdravil, ki je bila šifrirana z besedo dinamit. Most je še kar nadaljeval z objavami Freiheita, kar po nemško pomeni svoboda. Leta 1886 so ga zaprli in tako tudi leta 1887 in zadnjič leta 1902 za 2 meseca, ko je po atentatu na predsednika McKinleya objavil uvodnik, v katerem je trdil, da ubiti predsednika ni zločin. Zanj je značilen stavek, ki pravi: Kdor pogleda Ameriko, bo videl ladjo, ki jo poganjajo neumnost, korupcija in predsodki. Most je sprva zagovarjal tradicionalni kolektivistični anarhizem, vendar je kasneje vseeno sprejel komunistični anarhizem.

### Smrt
Most je v času bolezni živel v Ohiu. Diagnosticirali so mu eriziple, zato je 17.03.1906 tam tudi umrl.

## Anarhizem
Anarhizem je splošen izraz, s katerim opisujemo različne politične nazore in družbena gibanja, ki zagovarjajo odstranitev hierarhije oz. vsiljene avtoritete na področju politike, gospodarstva in religije. Mostov pristop k anarhizmu je poudarjal dve glavni zamisli:
1. Treba je ukiniti ne le državo, temveč tudi družbene institucije, znane kot zasebna lastnina in prosti trg.
2. Inteligentni anarhist mora izkoristiti samega sebe, kar so Most in številni drugi anarhisti v tistem času imenovali "propaganda dejanja", to naj bi bila nasilna dejanja, ki naj bi navdušila množice in jih pometala v revolucionarno temo.

Most je bil znan tudi po tem, da je uvedel koncept "propagande dejanja", ki se je glasil: "Obstoječi sistem, bo najhitreje strmoglavil, z uničenjem njegovih eksponentov. Zato je treba odstraniti vse sovražnike".
Poznan je tudi po njegovem letaku, objavljenem leta 1885 : The Science of Revolutionary Warfare, ki je znan kot priročnik, z navodili na temo izdelave bomb, kateri je Mostu nadel vzdevek : "Dynamost". Kot nadarjen govornik je te ideje širil po marksističnih in anarhističnih krogih v ZDA in privlačil predvsem številne pripadnike, med njimi najbolj znana Ema Goldman in Alexander Berkman. Navdihnjena z Mostovimi teorijami o Attentatu, sta Emma Goldman in Aleksander Berkman, jezna zaradi smrti delavcev med Stavko na domačiji, sprožila besede, z Berkmanovim poskusom atentata na direktorja tovarne Henrya Claya Fricka. Ker je Most postal eden izmed najbolj odkritih Berkmanovih kritikov sta bila Berkman in Goldmanova zelo razočarana. V Freiheitu pa ju je Most tudi napadel, s čimer je pokazal sočutje do Fricka. Goldmanova biografinja Alice Wexter trdi, da so bile kritike Mosta navdihnjene zaradi ljubosumja do Berkmana. Emma Goldman je bila na Mosta zelo jezna, zato je od njega zahtevala, da svoje insinuacije tudi dokaže. Prvič jo je zavrnil, zato se je z njim ponovno soočila na naslednjem predavanju. Potem, ko z njo ni hotel govoriti, se je razjezila, razlomila bič na svojih kolenih in koščke vrgla vanj. Pozneje je svoje dejanje obžalovala in mu zaupala: "Pri triindvajsetih letih nihče ne razmišlja".

### Komunistični anarhizem
V delu Komunistični Anarhizem Most pravi, da nasprotnike anarhistov opisujejo kot ljudi, ki imajo v vsakem žepu bombo napolnjeno z dinamitom, morilsko jeklo v eni ter zažigalno baklo v drugi roki, kar je po njegovem mnenju nasprotje anarhizma. Anarhija je stanje brez gospostva in meri na uvedbo socialnega stanja, kjer ni prostora za nikakršno gospodovanje enega človeka nad drugim in vlada dejanska svoboda za vse.
Poudarja, da so bili vsi politični boji v zgodovini razredni. Eni so hoteli obdržati gospostvo nad drugimi, drugi pa so se trudili zrušiti vsakokraten sistem takšne tiranije, le te so bili anarhisti, če tudi se niso tako klicali. Anarhisti štejejo za absolutno nujno, da stalno in vztrajno opozarjajo proletaritat na to, da mora vzdržati velikanski boj, če naj misli na realizacijo svojih stremljenj ter, da spodbujajo k predpripravi na socialno revolucijo in skušajo z vsemi sredstvi – z besedo, pisanjem ali dejanjem – pospeševati revolucionarni razvoj.
Zavrača idejo, da sta socializem in anarhizem nezdružljivi nasprotji, vendar da so anarhisti socialisti, kajti stremijo k izboljšanju družbe ter so komunisti, saj so prepričani, da je takšno presnovo mogoče doseči samo z estabiliranjem domovinske skupnosti. Pravi, da konsekventni socialisti in komunisti opozarjajo na to, da država ni nič drugega kot ustrahovalna in podjarmljujoča institucija, ki služi vsakokratnem vladajočem razredu za obrambo njegovih privilegijev.
Prav tako pravi, da je gospostvo, ki nikomur ne gospoduje nož brez rezila, kateremu manjka ročaj ter da, če ni gospostva, vlada anarhija. Meni, da bodo v komunistični družbi zakoni vsebovali samo obča načela humanosti in reda, ki jim bo vsakdo rad sledil ter, da bo vsakogar v njegovem dejanju vodil zdrav razum, ne pa toga črka zakona in zapovedi oblasti. Verjame, da je človek povsem dobrodušno bitje, le kot lastninski egoist, kot član družbe, kjer vsak odgovarja zase in nobeden za vse, je lahko postal to, kar je danes. Zavist, nevoščljivost, lakomnost itd. v komunistični družbi nimajo nobenega smisla, ampak so bratstvo, takšno stanje pa ne sodi v okvir države, temveč samo v okvir anarhije.

## Zanimivosti
Izšla je nova številka časopisa za kritiko znanosti »Anarhizem onkraj obstoječega« in prevod publikacije ameriškega anarhističnega kolektiva »Spremeniti vse«. »Anarhizem: Onkraj obstoječega »in »Spremeniti vse« Anarhistke in anarhisti so v zadnjih 15 letih so-akterij vseh ključnih antisistematskih protestov in neavtoritarnega organiziranja v Sloveniji in po svetu. Metode direktne akcije, do plenumske neposredne demokracije, so orodja, ki jih družbena gibanja uporabljajo v boju proti kapitalu in dominaciji, tako ali drugače resonirajo z anarhističnimi idejami. Mišljenje anarhizma se zato vse bolj vzpostavlja kot nujen predpogoj za razumevanje kartografije sodobnih družbenih konfliktov in emancipatornih bojev. V vseh njegovih kontradiktornostih in prelomih je tematska številka tako posvečena praksi in mislim anarhizma.
Kot rdeča nit se skozi številko odpira povsem novo vprašanje, ki si ga gibanje zastavlja vrsto let. To je : Kako se lahko anarhisti organizirajo na ne avtoritaren in ne odtujen način, ki bo hkrati omogočal transfer znanja in izkušenj ter omogočal učinkovito vključevanje in vplivanje na ključne družbene boje sodobnosti. Zato se zdi, da je nujno ne le odpirati politični prostor, kjer se anarhistične ideje lahko širijo med ljudi, temveč pa tudi izumljanje novih metodologij boja in reflektiranja sodobnosti in preteklosti. Tako avtorji in avtorice, v tem duhu v pričujoči številki, prvič tudi na enem mestu popisujejo zgodovino anarhistične misli na slovenskem govornem prostoru, od 19. stoletja do danes. Prispevki so hkrati opis, analiza in samokritika ne le družbe, temveč tudi anarhističnega gibanja. Številko je potrebno razumeti kot povabilo k kolektivni diskusiji o možnosti preseganja obstoječega stanja in premisleka o možnih alternativah vsesplošnega družbenega opustošenja.
Pri tem projektu sodeluje tudi Federacija za anarhistično organiziranje. V publikaciji na 48 straneh v duhu globalnih vstaj razmišljajo, zakaj je potrebno za resnično spremembo družbenega reda prenehati uporabljati obstoječe oblike razmišljanja in pozivajo k oblikovanju novih oblik boja. V tekstu se avtorji ukvarjajo tudi z vprašanjem, kako ljudje začnejo odločati o vseh vidikih njihovih življenj, osvetljujejo, zakaj avtoritarne strukture v družbi ne morejo rešiti krize, ki kreirajo in razmišljajo o tem, kako se lahko individualni upor spremeni v kolektivno moč boja za popolno osvoboditev.

### Mostova znana stavka
1) Vse, kar lahko razpolovi eno stran gore, bi vsekakor moralo delovati učinkovito proti stranki visoke družbe, ki se jo udeležujejo krajevni člani in kapitalistični izkoriščevalci. (Johann Most)
2) Kdor pogleda Ameriko, bo videl ladjo, ki žene neumnost, korupcija in predsodki. (Johann Most)

## Dela
- Neuestes Proletarier-Liederbuch von Verschiedenen Arbeiterdichtern (Latest Proletarian Songbook by Various Worker-Poets). Chemnitz: Druck und Verlag der Genossenschafts-Buchdruckerei, 1873.
- Kapital und Arbeit: Ein Populärer Auszug aus "Das Kapital" von Karl Marx (Capital and Labor: A Popular Excerpt from "Capital" by Karl Marx). Chemnitz: G. Rübner, n.d. 1873. Revised 2nd edition, 1876.
- Die Pariser Commune vor den Berliner Gerichten: Eine Studie über Deutschpreussische Rechtszustände. (The Paris Commune in Front of Berlin Courts: A Study of German-Prussian Legal Conditions). Brunswick, Germany: Bracke Jr., 1875.
- Die Bastille am Plötzensee: Blätter aus meinem Gefängniss-Tagebuch (The Bastille on Plötzensee: Pages from my Prison Diary). Brunswick, Germany: W. Bracke, 1876.
- Der Kleinbürger und die Socialdemokratie: Ein Mahnwort an die Kleingewerbtreibenden (The Petty-Bourgeois and Social-Democracy: A Warning to Small Businessmen). Augsburg: Verlag der Volksbuchhandlung, 1876.
- Gewerbe-Ordnung für das Deutsche Reich: Mit Erläuterung der für den Arbeiter wichtigsten Bestimmungen (The Industrial Code of the German Empire: With Commentary on the Most Important Provisions for the Worker). Leipzig: Verlag der Genossenschaftsbuchdruckerei, 1876.
- Freizügigkeits-Gesetz, Impf-Gesetz, Lohnbeschlagnahme-Gesetz, Haftpflicht-Gesetz: Mit Erläuterung der für den Arbeiter wichtigsten Bestimmungen (The Law on Freedom of Movement, the Law on Vaccination, the Law on Wage Attachment, the Law on Liability: With Commentary on the Most Important Provisions for the Worker). Leipzig: Verlag der Genossenschaftsbuchdruckerei, 1876.
- "Taktika" contra "Freiheit": Ein Wort zum Angriff und zur Abwehr ("Tactics" versus "Freedom": A Word on Attack and Defence). London: Freiheit, n.d. 1881.
- Revolutionäre Kriegswissenschaft: Eine Handbüchlein zur Anleitung Betreffend Gebrauches und Herstellung von Nitro-Glycerin, Dynamit, Schiessbaumwolle, Knallquecksilber, Bomben, Brandsätzen, Giften usw., usw. (The Science of Revolutionary Warfare: A Little Handbook of Instruction in the Use and Preparation of Nitroglycerine, Dynamite, Gun-Cotton, Fulminating Mercury, Bombs, Fuses, Poisons, Etc., Etc.). New York: Internationaler Zeitung-Verein, c. 1883.
- Die Freie Gesellschaft: Eine Abhandlung über Principien und Taktik der Kommunistischen Anarchisten: Nebst Einem Polemischen Anhang (The Free Society: An Essay on the Principles and Tactics of the Communist Anarchists: With a Polemical Appendix). New York: self-published, 1884.
- August Reinsdorf und die Propaganda der That (August Reinsdorf and Propaganda of the Deed). New York: self-published, 1885.
- Acht Jahre hinter Schloss und Riegel. Skizzen aus dem Leben Johann Most's. (Eight years Under Lock and Key: Sketches from the Life of Johann Most). New York: self-published, 1886.
- Die Hoelle von Blackwells Island (The Hell of Blackwells Island). New York: self-published, 1887.
- An das Proletariat (To the Proletariat). New York: J. Müller, 1887
- Die Eigenthumsbestie (The Property Beast). New York: J. Müller, 1887. English: The Beast of Property: Total Annihilation Proposed as the Only Infallible Remedy: The Curse of the World which Defeats the People's Emancipation. New Haven, CT: International Workingmen's Ass'n, Group New Haven, n.d. 1890.
- Die Gottespest (The God Pestilence), New York: J. Müller, 1887. English: The Deistic Pestilence and Religious Plague of Man, n.d. 1880s. Reissued as The God Pestilence.
- The Accusation! A Speech Delivered by John Most, at Kramer's Hall, New York, on November 13, 1887, in Denunciation of the Judicial Butchery of the Chicago Anarchists: For Delivering Which, He Has Been Sentenced to Twelve Month's Imprisonment by Judge Cowing. London: International Publishing Co., n.d. 1887.
- Vive la Commune. New York: J. Müller, 1888.
- Der Stimmkasten (The Ballot Box). New York: J. Müller, 1888.
- The Social Monster: A Paper on Communism and Anarchism. New York: Bernhard and Schenck, 1890.
- The Free Society: Tract on Communism and Anarchy. New York: J. Müller, 1891.
- Zwischen Galgen und Zuchthaus (Between Gallows and Penitentiary). New York: J. Müller, 1892.
- Anarchy Defended by Anarchists. With Emma Goldman. New York: Blakely Hall, 1896.
- Down with the Anarchists! This is the War-Cry Raised by President Roosevelt and Echoed by the Congress of the United States. Now, Then, Hear the Other Side! The Anarchists will Take the Floor. Listen!. New York: John Most, n.d. 1905.
- Memoiren, Erlebtes, Erforschtes und Erdachtes (Memoirs: Experiences, Explorations, and Thoughts). In 4 volumes. New York: Selbstverlag des Verfassers, 1903–1907